# Diable de montagne
Lambertia formosa
Espèce
Classification APG III (2009)
Le diable de montagne (Lambertia formosa) est une espèce de plantes à fleurs de la famille des Proteaceae. C'est un arbuste endémique de Nouvelle Galles du Sud, en Australie. Tout d'abord décrit par le botaniste anglais James Edward Smith en 1798, son nom spécifique formosa est l'adjectif latin pour « belle ». Elle tire son nom commun de ses fruits cornus, qui évoquent vaguement le visage d'un diable. Aucune sous-espèce n'est reconnue. C'est la plus petites des 11 espèces du genre Lambertia au sein de la famille des Protéacées.
Endémique de Nouvelle-Galles-du-Sud, le diable de montagne se trouve à l'est de la Cordillère australienne, ainsi que dans certaines régions du nord du même État, autour de Grafton et entre Red Rock et Yamba. On le trouve surtout dans les sols sableux ou rocheux. Il pousse ainsi dans les landes, les savanes et les forêts sclérophylles sèches.
Les fleurs contiennent des quantités abondantes de nectar et sont pollinisées par le miel. Bien que le diable de montagne soit rare en culture, il est facile de le cultiver dans des sols bien drainés et partiellement ensoleillés. Il se multiplie facilement par graines. Contrairement à tous les autres membres du genre Lambertia, le diable de montagne est très résistant au Phytophthora cinnamomi, un agent pathogène du sol.

## Taxonomie
De nombreuses boutures du diable de montagne ont été collectées par les botanistes Joseph Banks et Daniel Solander lors du débarquement du lieutenant James Cook à Botany Bay entre avril et mai 1770. Néanmoins, il faut attendre 1798 pour que l’arbuste soit décrit par le botaniste anglais James Edward Smith. Il créera simultanément le genre Lambertia, en hommage au botaniste anglais Aylmer Bourke Lambert. Le nom spécifique formosa est l'adjectif latin pour « belle »,.  L'horticulteur anglais Henry Cranke Andrews écrit en 1799 à propos de cette plante : « Parmi toutes les plantes introduites depuis la Nouvelle-Hollande, qui ont jusqu'ici fleuri avec chez nous, celle-ci prend indéniablement le pas sur la beauté, en considérant toutes les plantes ». Son homologue Joseph Knight, dans son ouvrage de 1809 On the cultivation of the plants belonging to the natural order of Proteeae, tempère en ajoutant que le nom de l'espèce « ne s'applique qu'aux fleurs, le feuillage étant généralement d'un ton maladif ». Le botaniste français Michel Gandoger décrit des spécimens recueillis à Hornsby et à Port Jackson sous le nom de Lambertia proxima, ainsi que d'autres éléments, envoyés par le collectionneur de plantes Charles Walter, sous le nom de Lambertia barbata en 1919 ; ceux-ci se sont toutefois avérés être de l'espèce L. formosa. Gandoger a décrit 212 taxons de plantes australiennes qui étaient, pour la plupart, presque tous des espèces déjà décrites par d'autres botanistes.
Faisant partie des onze espèces du genre Lambertia appartenant à la famille des Proteaceae, Lambertia formosa est la seule espèce qui se trouve dans l'est de l'Australie, les autres étant toutes confinées au sud-ouest de l'Australie. Elle peut être désignée sous les noms vernaculaires de « diable de montagne » ou « fleur de miel ». Le premier s'explique en raison de la ressemblance du fruit avec la tête d'un diable.  Aucune sous-espèce n’est reconnue, bien que les spécimens situés dans la partie sud de son aire de répartition, de la rivière Bargo à Braidwood, aient des feuilles plus longues.

## Description

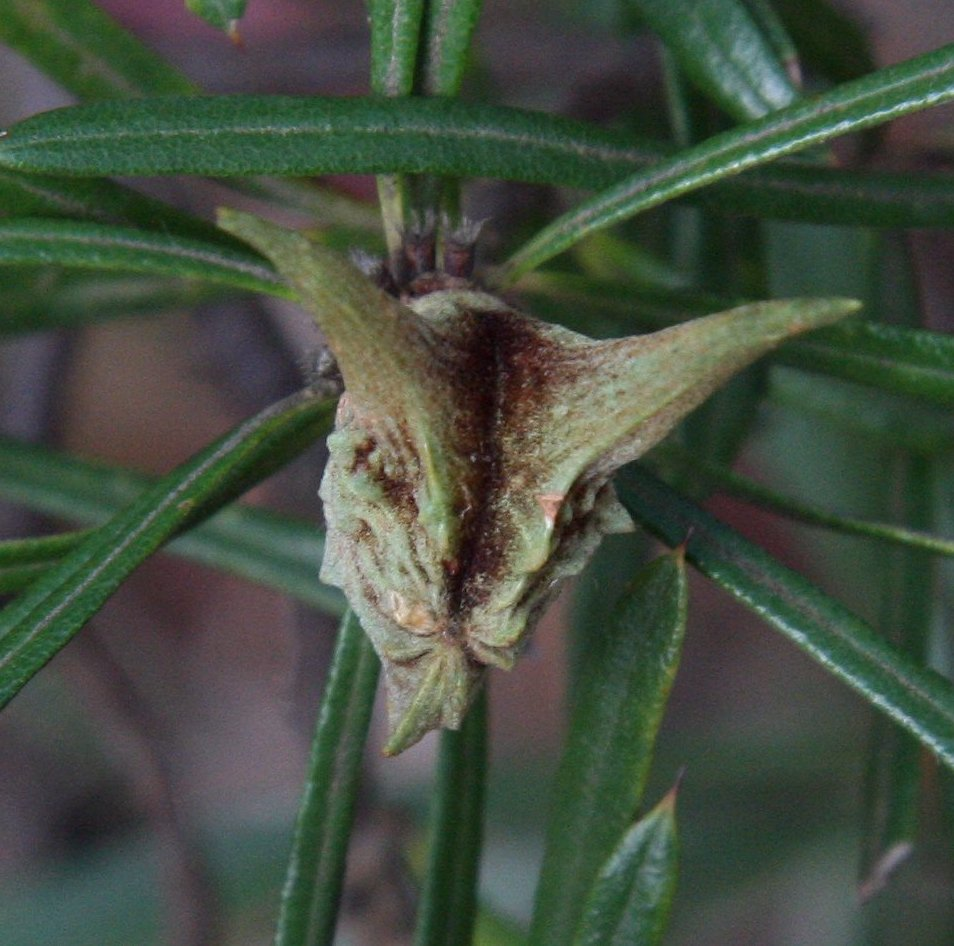
Fruit du diable de montagne. Il peut évoquer la tête d'un diable, d'où son nom commun.

Le diable de montagne se développe sous forme d'arbuste qui peut s'étendre jusqu'à 2 m de hauteur, avec une ou plusieurs tiges issues d'une base ligneuse appelée lignotuber. La nouvelle pousse est recouverte d'une fine couche de poils brunâtres. Les feuilles rigides sont disposées en verticilles de 3, voire parfois de 4 à 6 sur les tiges, et sont linéaires à étroites-oblancéolées. Mesurant de 1 à 8 cm de long et de 0,2 à 0,7 cm de large, ils ont une extrémité ou un sommet pointu.  Il fleurit à tout moment de l'année, mais plus souvent au printemps et en été (de septembre à janvier). Les inflorescences sont composées de sept petites fleurs, connues comme fleurons, et sont teintées de nuances de rouge ou rose. Les périanthes tubulaires mesurent en moyenne 4,5 cm de long. La floraison est suivie par le développement de fruits ligneux qui mesurent 3 par 2 cm. Ils ont deux protubérances pointues de 1,5 cm et un « bec » de 0,5 cm, tout d'abord d'une couleur vert pâle pour ensuite d'une couleur gris-brun à sa maturation. Ces follicules ligneux ont chacun deux graines plates et ailées qui sont retenues jusqu’à ce qu’elles soient brûlées par le feu,.

## Habitat et aire de distribution
Le diable de montagne est endémique de la Nouvelle-Galles-du-Sud, à l'est de la Cordillère australienne, dans les environs de Braidwood au nord de Port Stephens, ainsi que dans certaines parties du nord de l'État autour de Grafton et entre Red Rock et Yamba. Dans le bassin de Sydney, on peut le trouver à des altitudes comprises entre 0 et 1100 m et dans les zones où les précipitations annuelles atteignent 800 à 1400 mm. 
Le diable de montagne pousse dans les forêts de landes, dans les zones arbustives de Mallee et de sclérophylles sèches, principalement sur des sols sableux ou rocheux. Dans les landes, le diable de montagne côtoie des espèces comme le pommier nain (Angophora hispida), le Leptospermum trinervium, le banksia nain (Banksia oblongifolia) et le banksia à feuilles de bruyère (Banksia ericifolia), tandis que dans les bois, il aime la compagnie de l'Eucalyptus sieberi, du pommier à écorce lisse (Angophora costata), du Angophora bakeri, du Corymbia gummifera, du Corymbia eximia, de l'Eucalyptus sclerophylla et de l'eucalyptus poivré (Eucalyptus piperita).  Un ensemble de landes aux sols argileux, située entre le lac Munmorah et Redhead, abrite une large communauté de diable de montagne. Dans ce cas-ci, elle se développe et s'épanouit à travers des mallees d'Eucalyptus capitellata et d’Eucalyptus umbra, mais également aux côtés d'arbustes tels que le Melaleuca nodosa, le Hakea teretifolia, l’Allocasuarina distyla et le Themeda triandra.

## Écologie

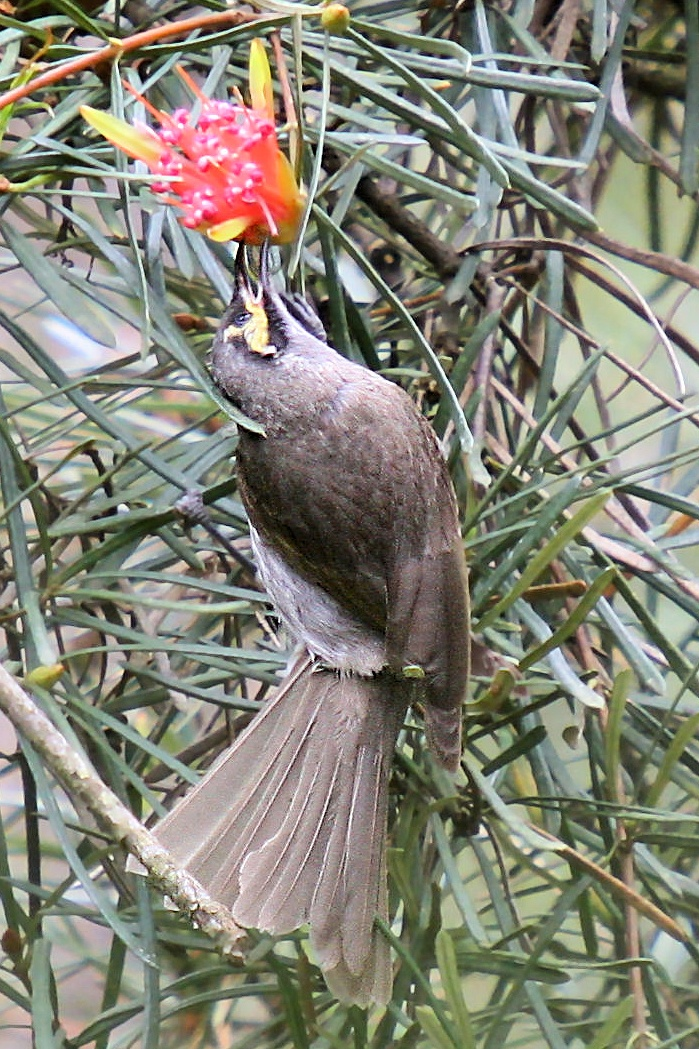
Un méliphage à joues d'or se nourrissant du nectar d'une fleur du diable de montagne.

Le diable de montagne se développe en partie grâce aux feux de brousse qui lui permettent d'émettre des rejets à partir de bourgeons naissant à la surface de ses lignotubers. Il peut également utiliser des méthodes sérotineuses, c'est-à-dire un relâchement de graines au niveau de sa canopée activé par la chaleur du feu. La floraison du diable de montagne peut recommencer seulement deux ou trois ans après un incendie. Cependant, une étude de terrain réalisée dans le parc national de Brisbane Water, au nord de Sydney, a révélé que les spécimens qui avaient connu deux feux de brousse à intervalles réduits, soit moins de sept ans, avaient diminué leur capacité de reproduction avec un nombre réduit de follicules, par rapport à ceux situées dans des zones non propices aux feux. Le diable de montagne a une durée de vie moyenne de 60 ans.
Ses couleurs rouge et rose, la longueur de ses tubes et l'odeur qu'il s'en dégage indiquent que la fleur du diable de montagne est pollinisée, notamment par les méliphages. Ses branches solides permettent à ces oiseaux vecteurs de se percher lorsqu'ils consomment le nectar. Parmi les pollinisateurs du diable de montagne, on compte le méliphage leucotique (Lichenostomus leucotis), le méliphage fardé (Phylidonyris niger), le méliphage de Nouvelle-Hollande (Phylidonyris novaehollandiae), le méliphage bruyant (Manorina melanocephala), méliphage à gouttelettes (Acanthochara) , méliphage à bec grêle (Acanthorhynchus tenuirostris),  et le méliphage à joues d'or (Lichenostomus chrysops).
Le diable de montagne héberge différents insectes, notamment les chenilles des papillons Xylorycta strigata et Mecytha fasciata, qui mangent ses feuilles et creusent des terriers dans son bois. 